# Джакомо Бонавентура
Джакомо Бонавентура (на италиански: Giacomo Bonaventura) е италиански футболист, полузащитник, който играе за Ал-Шабаб.

## Кариера
В Серия А Бонавентура дебютира на 4 май 2008 г. в среща с Ливорно, заменяйки в 77-а минута Фернандо Тисоне. В новия сезон 2008/09 Джакомо изиграва един мач и през януари 2009 г. е пратен под наем в Пергокрема, който играе в Серия Ц. След завръщането си в Аталанта, Бонавентура играе един мач през сезон 2009/10, след което отново е пратен под наем, този път в Падова. В края на сезона, Аталанта изпада в Серия Б. Тогава за 3 сезона, от 2011 до 2014 г., Бонавентура има 95 мача и вкарва 14 гола за Аталанта. Започва сезон 2014/15 в Аталанта, играе един мач и преминава в Милан на 1 септември.

## Отличия

### Отборни
Аталанта
- Серия Б: 2010/11

Милан
- Суперкопа Италиана: 2016

### Индивидуални
- Premio Gentleman: 2016[3]